# ポケットピカチュウ
ポケットピカチュウは、1998年3月27日に任天堂が発売した歩数計とゲームの複合体である電子ゲームである。小売価格は2500円。

## 概要
ポケットピカチュウは、内部に一匹のピカチュウが存在しているという設定になっており、小型の液晶画面でその様子を見ることが出来る。振動によって歩数のカウントが溜まり、そうして「一緒に歩く」ことでピカチュウとの親密度（お友達度）が上がるようになっている。
歩数の蓄積と共に「ワット」（20歩で1ワット）も溜まっていき、これをピカチュウにあげることでも「お友達度」が上がる。またスロットマシン（1回5ワット・100歩分）などのミニゲームに使うことが出来る。
1998年8月21日（金）に、『ポケットハローキティ』発売。希望小売価格 2,500円（税別）
1999年11月21日（日）に、溜めた「ワット」のデータを赤外線通信で『ポケットモンスター 金・銀・クリスタル』に送ることでゲーム中のアイテムを手に入れることの出来る機能や、液晶画面のカラー化を行った新型機「ポケットピカチュウカラー 金・銀といっしょ!」も発売された。上に挙げたような仕草も一新され、総歩数は7桁表示され、1日ごとの歩数が7日分保存されるなど、歩数計としての機能も強化されている。
なおボタンの配置や形状などのレイアウトはおおむねゲームボーイに準じている。
デザインは任天堂開発技術部の杉野憲一が担当した。

## ゲーム内容

### おともだち度
なみなカンジ
初期設定の普通レベルの状態。ピカチュウは普段横向きで、本体を振るとこちらを向く。
いいカンジ
「なみなカンジ」より1つ上の状態。ピカチュウはプレイヤーを探しており、本体を振るとこちらをずっと見てくるようになる。
へんなカンジ
「なみなカンジ」より1つ下の状態。ピカチュウは普段後ろ向きになり、本体を1回振るとチラッと振り向くのみ。
フレンドリー
「いいカンジ」より上の最高の状態。ピカチュウは画面に大きく迫っていて、本体を振るとニコニコする。
どんゾコ
「へんなカンジ」より下の最悪の状態。ピカチュウが画面から消え「Shock!」という文字だけが点滅している。本体を数十回振るとピカチュウが再び現れ、「へんなカンジ」に戻る。

### ピカチュウのしぐさ
歩く
ピカチュウも一緒になって歩き出す。たくさん歩くと息切れする。
走る
ピカチュウを何度か歩かせていると見られる。
おもちゃの車
総歩数25000 - 99999の間に見られる。レーシングカーの形をしており、足蹴りで進む。
三輪車
総歩数50000 - 149999の間に見られる。三輪車は丁度いい大きさである。たくさん歩くと息切れする。
足こぎ自動車
総歩数100000 - 224999の間に見られる。おもちゃの車との違いは車体と、ペダルでこいでいること。
自転車
総歩数150000 - 299999の間に見られる。足が届かず、無理矢理進んでいる。ライトも点いている。
一輪車
総歩数225000 - 399999の間に見られる。器用に漕いでいる。たくさん歩くと息切れする。
スケボー
総歩数300000以降から見られるようになる。たくさん歩くと立ち乗りし、口から音符「♪」を出す。
竹馬
総歩数400000以降から見られるようになる。器用に使えている。
砂場遊び
本体を振る：動作が速くなる
時間帯：9時 - 12時、13時 - 15時、16時 - 18時
積木
本体を振る：積木が崩れる
時間帯：9時 - 12時、13時 - 15時、16時 - 18時
崩させるとおともだち度が下がる。
キャンディー
本体を振る：落とす
時間帯：15時台
落とさせるとおともだち度が下がる。
絵本読み
本体を振る：ページをめくる
時間帯：9時 - 12時、13時 - 15時、16時 - 18時
テレビ
本体を振る：ピカチュウが飛び上がる
時間帯：18時 - 20時（30万歩以上からは21時）
食事（手づかみ）
本体を振る：ちゃぶ台返し（なみなカンジ以下）、何も無し（いいカンジ以上）
時間帯：7時台、12時台、18時台
ちゃぶ台返しさせるとおともだち度が下がる。
食事（パン）
本体を振る：ちゃぶ台返し（なみなカンジ以下）、何も無し（いいカンジ以上）
時間帯：7時台、12時台、18時台
ちゃぶ台返しさせるとおともだち度が下がる。
あくび
本体を振る：何も無し
時間帯：食事後、睡眠前
歯磨き
本体を振る：動作が速くなる
時間帯：起床、食事後
シャワー
本体を振る：こっちを見る。何度も揺さぶるとおともだち度が下がることがある。
時間帯：18時 - 19時（30万歩以上からは20時）
睡眠
本体を振る：目を覚まして起きる
時間帯：20時（30万歩以上からは21時） - 翌日8時
寝方は仰向け、うつ伏せ、横向き、画面後ろ向きの4種類。朝方放っておくと勝手に起きている。起こしたり、時間設定を変えるとおともだち度が下がる。
凧あげ
<15万歩以上>
本体を振る：走る
時間帯：16時 - 18時
ラッパ吹き
<15万歩以上>
本体を振る：何も無し
時間帯：9時 - 12時、13時 - 15時、16時 - 18時
ヨーヨー
<30万歩以上>
本体を振る：前に投げる
時間帯：16時 - 18時
ラジコン
<30万歩以上>
本体を振る：ラジコンのスピードUP
時間帯：19時台
授業（算数）
<30万歩以上>
本体を振る：9+2=?
時間帯：9時 - 12時、13時 - 15時
授業（世界史）
<30万歩以上>
本体を振る：ピラミッドから砂遊びを思い出す
時間帯：9時 - 12時、13時 - 15時
ソフトクリーム
<30万歩以上>
本体を振る：落とす
時間帯：15時台
おともだち度が下がる。
食事（箸）
<30万歩以上>
本体を振る：卓袱台返し（なみなカンジ以下）、何も無し（いいカンジ以上）
時間帯：7時台、12時台、18時台
最初のうちは夕食時のみ（練習中）。
泡風呂
<30万歩以上>
本体を振る：こちらを見る
時間帯：20時 - 21時 シャワー同様、振っているとおともだち度が下がる。
ラブラブ
<30万歩以上>
本体を振る：何も無し
時間帯：食事後、または睡眠前
パソコン
<45万歩以上>
本体を振る：キーボードを叩く
時間帯：19 - 20時
授業（英語）
<45万歩以上>
本体を振る：「THIS IS A PEN.」→「PIKA PI PI CHU!」
時間帯：9時 - 12時、13時 - 15時
授業（居眠り）
<45万歩以上>
本体を振る：目を覚ます
時間帯：9時 - 12時、13時 - 15時
ヘンな顔
プレゼントするワット数：0ｗ
あくび
プレゼントするワット数：1 - 99ｗ
手拍子
プレゼントするワット数：100 - 299ｗ
ラブラブ ／ バック転 ／ お礼の手紙
プレゼントするワット数：300 - 699ｗ
ラッパ吹き ／ ピアノ演奏 ／ 玉乗り ／ 遊泳 ／ ハンググライダー
プレゼントするワット数：700 - 999ｗ

## その他
小型ゲーム機の中に擬似生命を飼うという発想はたまごっち以来の流行の延長上にあるが、その擬似生命とのコミュニケーションの成否を歩数のカウントと結びつけて、歩く運動のモチベーションとした点は、ハドソンが開発した『てくてくエンジェル』と同系列のものである。てくてくエンジェルおよびポケットピカチュウの成功を契機に、多くの歩数計ゲームが市場に登場した。他に有名なものとして『ドラゴンクエスト あるくんです』が挙げられる。後の『ポケウォーカー』の機能とこのゲームの機能を合わせたゲームが『ポケモンGO』であるとする説もある。
初代（黄色ボディ）のTVCM音楽を片岡嗣実（パーキッツ）が担当している。

### 関連商品
- 1998年8月21日にはポケットピカチュウのハードを流用し、ハローキティをキャラクターに採用した『ポケットハローキティ』が任天堂から発売された。
- 2000年6月23日にはポケットピカチュウカラーのハードを流用し、サクラ大戦の真宮寺さくらをキャラクターに採用した『ポケットサクラ』がメディアファクトリーから発売された。こちらは『サクラ大戦GB 檄・花組入隊!』と赤外線通信が可能。
- 2009年に発売されたニンテンドーDS用ソフト『ポケットモンスター ハートゴールド・ソウルシルバー』には本体と連動するモンスターボール型の歩数計「ポケウォーカー」が附属している。本編で捕まえたポケモンを連れてくることができ、画面にも表示される。こちらも一歩歩くたびにワットが溜まり、ワットを消費することでポケモン捕獲ゲームやアイテムダウジングといったミニゲームを遊ぶことが出来る。

### 関連書籍

#### ポケットピカチュウ
- ポケットピカチュウ みんなでダンスでチュウ!（アクセラ）
- ポケットピカチュウの秘密と裏ワザ（いれぶん出版）
- ポケットピカチュウ カチャカチャBOOK（エニックス）
- ポケットピカチュウ 育成日記（小学館）
- ポケットピカチュウ ウォーキングダイアリー（小学館）
- ポケットピカチュウ ファンブック いつでもピカチュウといっしょ（ソフトバンク）
- ポケットピカチュウ ファンブック（ソフトバンク）
- ポケットピカチュウ 愛のおたより倶楽部（ティーツー出版）
- ポケットピカチュウとあそぶほん（ティーツー出版）
- ポケットピカチュウ おともだちブック（双葉社）
- ポケットピカチュウ ラクラクあそぶっく（メディアワークス）

### ポケットピカチュウカラー
- 任天堂公式ガイドブック ポケットピカチュウ カラー金・銀といっしょ! ピカチュウフレンドリーブック（小学館）
- ポケットピカチュウ カラー金・銀といっしょ! カチャカチャBOOK（エニックス）
- ポケットピカチュウ カラー金・銀といっしょ! ひみつブック（ティーツー出版）
- ポケットピカチュウ カラー金・銀といっしょ! ラクラクあそぶっく（メディアワークス）